# Konto shell

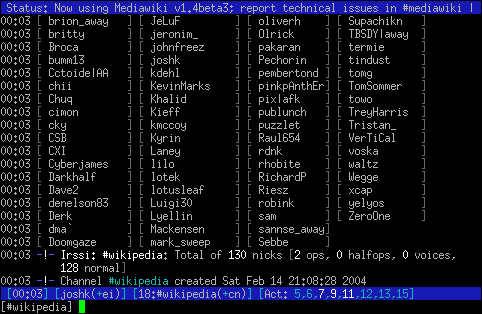
Klient IRC irssi uruchomiony na koncie powłoki

Konto shell (lub konto powłoki, z ang. shell account) – konto w wieloużytkownikowym systemie operacyjnym przeważnie z rodziny Uniksów (np. Linux, FreeBSD, Solaris) pozwalające na dostęp do usług terminalowych świadczonych przez serwer.

## Praca zdalna
W praktyce umożliwia ono dostęp do konsoli zdalnego komputera (zwykle za pośrednictwem SSH lub telnetu) oraz wykonywania na nim standardowych poleceń trybu tekstowego. Wszelkie programy wykonywane są na serwerze udostępniającym usługę, a wprowadzanie danych i wyprowadzanie wyników odbywa się poprzez odległy terminal, na którym pracuje użytkownik.
Możliwe jest również tzw. przekierowanie X (ang. X forwarding), dzięki któremu można uruchamiać programy korzystające z X Window. Program jest wykonywany po stronie serwera, a obraz wyświetlany po stronie klienta.

## Możliwości
Możliwości konta shell są zależne od systemu operacyjnego, parametrów sprzętowych oraz praw i ograniczeń regulowanych przez administratora.
O prawach i ograniczeniach często decyduje charakter działalności danego serwera. Serwery „publiczne”, oferujące swoje usługi szerokiej grupie użytkowników często są przeciążone i niejednokrotnie są wykorzystywane do ataków DoS, DDoS. Nadużycia prowadzą do nałożenia ograniczeń na konto użytkownika. Najczęściej ograniczenia dotyczą udostępnionej powierzchni dyskowej (patrz też: quota), oraz liczby możliwych uruchomionych procesów. Bardzo często zmniejszany jest zestaw dostępnych narzędzi (w szczególności kompilatorów i interpreterów), aby zminimalizować możliwości przeprowadzenia ataku. Wszystko to czyni pracę w systemie bardzo utrudnioną.

## Zastosowania
Konto shell zazwyczaj otrzymuje osoba, której jest ono potrzebne do pracy: w firmie (np. w prowadzeniu badań, administracji), bądź projektach grupowych. Wówczas zastosowanie konta jest zależne od wymagań pracodawcy albo osoby kierującej projektem. Dzięki rozwojowi informatyki komputery stały się tańsze, co sprawiło zwiększenie się grupy serwerów prywatnych. Serwery prywatne najczęściej prowadzone są przez hobbystów – administratorów, którzy mogą udostępniać konta shell zaufanym użytkownikom. Konta na serwerach prywatnych są najczęściej używane do prowadzenia rozmów przez IRC oraz „stawiania” tzw. sesji irc – czyli uruchamiania klienta w ten sposób, aby mógł działać w tle po wylogowaniu. W praktyce oznacza to, że użytkownik może przebywać na IRC przez wiele dni, a czasami miesięcy. Można również uruchomić serwer do gry.